# Гектор
Гектор (др.-греч. Ἕκτωρ, «держатель») — троянский престолонаследник в древнегреческой мифологии один из отважных бойцов Троянской войны. Он выступал предводителем троянцев и их союзников в битвах, сразив «31 тысячу греческих воинов».

## Биография
Гектор был первенцем царя Трои Приама от его жены Гекубы. У Гектора было 49 братьев и сестёр, однако среди сыновей Приама именно он славился своей силой и храбростью. Муж Андромахи, дочери фиванского царя Ээтиона. В браке родился сын, Астианакт. Был огромного роста. Согласно давниям и певкетам, носил волосы длинные сзади и короткие спереди..
Троянский народ называл его щитом своего города и почитал как бога. Гектор был не только самым могучим и отважным троянским воином, он отличался также красотой и благородством духа. Во всём Гектор был выше предводителя ахейских войск Агамемнона, а герой Ахилл превосходил его только как воин. Если Агамемнон привёл под стены Трои сто тысяч греков, то в распоряжении Гектора было пятьдесят тысяч, причём большинство составляли союзники троянцев, сражавшиеся лишь ради добычи или денег. Войско самих троянцев, защищавших родной город, насчитывало всего десять тысяч. Тем не менее, под предводительством Гектора они девять лет успешно сопротивлялись ахейцам.

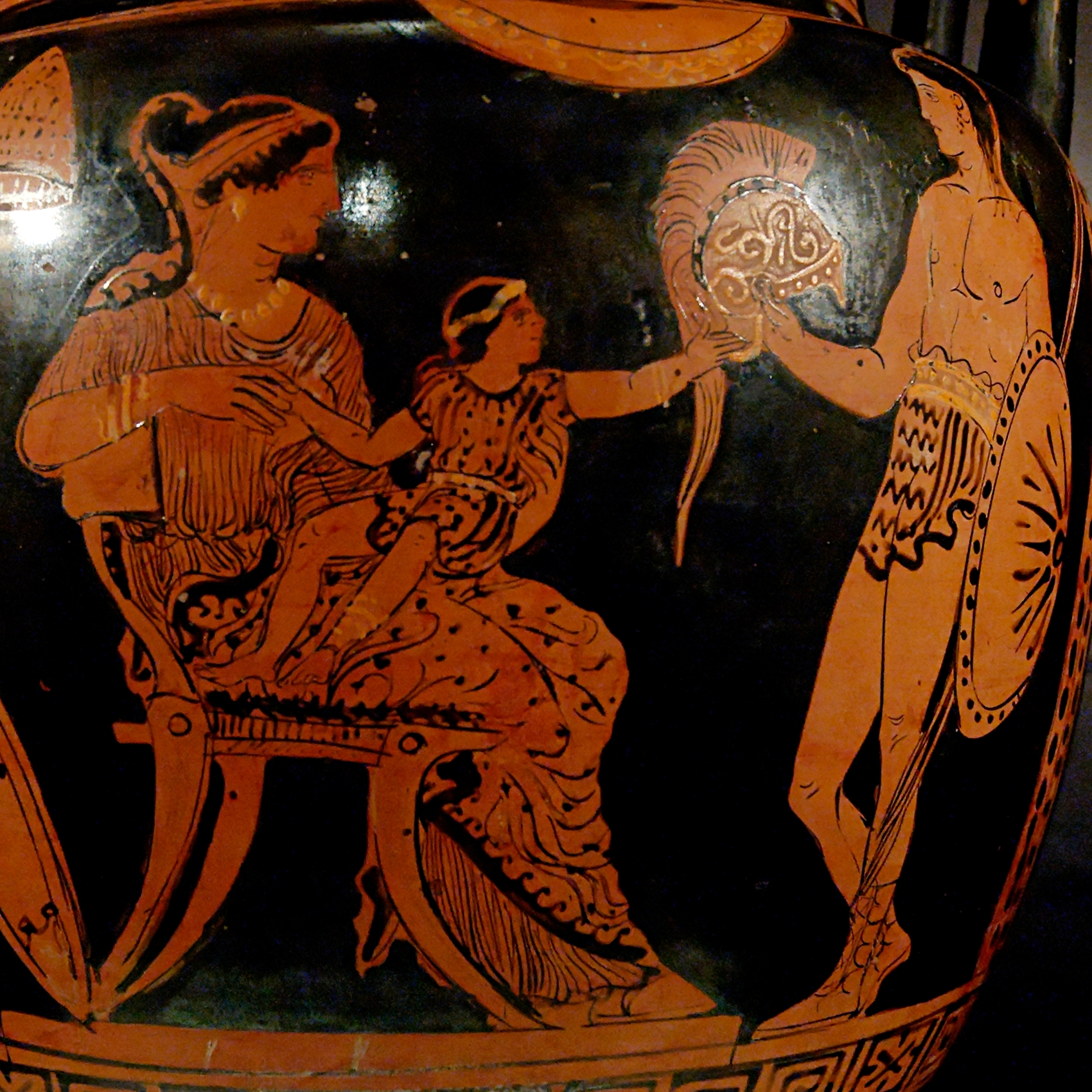
Гектор в последний раз видится с женой и сыном. Вазовая роспись из Апулии, 370—360 годы до н. э.

Гектор не ограничивался оборонительными боями, прекрасно понимая, что нападение — лучший вид защиты. Во время вылазок Гектор всегда сражался в первых рядах копьём и мечом, своим примером увлекая за собой всё троянское войско. Даже враги признавали величие его подвигов. В самом начале войны он не побоялся десятикратного перевеса ахейцев и вступил с ними в бой, чтобы не дать высадиться на берег, убив броском копья Протесилая (существуют и другие варианты того, кто убил Протесилая). Если он и отступил, то только для того, чтобы сохранить своё войско для новых оборонительных боёв.
За девять лет войны ахейцы понесли такие потери, что пали духом и готовы были снять осаду Трои, заключить почётный мир и вернуться на родину. Дважды Гектор вступает в единоборство с Аяксом Теламонидом, наиболее могучим после Ахилла ахейским героем. После первого боя под стенами Трои получил от него пояс, а Аякс — от Гектора меч.

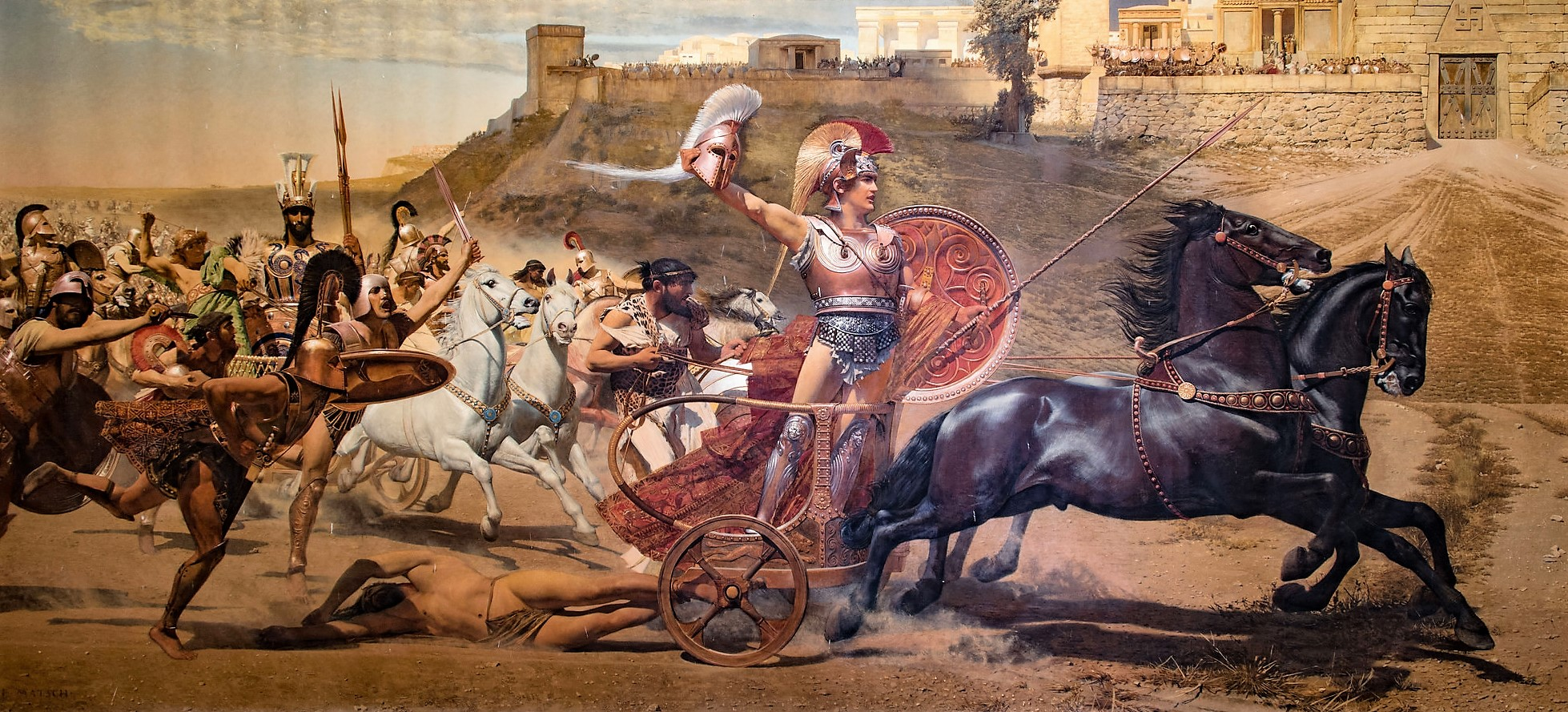
Франц фон Мач — Триумф Ахилла (1892) фреска из Ахиллиона, Греция

Во время атаки на греческий лагерь, смог прорваться со своими троянцами в ахейский лагерь и поджечь несколько кораблей, убив во время вылазки в поединке друга Ахилла Патрокла, что вызвало неизбежное единоборство с Ахиллом. В поэме Гомера Ахилл смог убить Гектора только потому, что богиня Афина, покровительствовавшая Ахиллу, вовремя подала ему своё копьё, когда Гектор остался только с мечом. Ахилл привязал тело Гектора к колеснице и долго ездил, издеваясь над поверженным врагом. Затем он продал его Приаму за золото, равное весу тела Гектора (по Гомеру — бо́льшим весом).
Его кости были по вещанию оракула перенесены из Илиона (= Трои) в Фивы, там его могила у источника Эдиподии. Роща Гектора находилась в Офринии (Троада). Другую могилу показывали у Трои.

## Образ в культуре

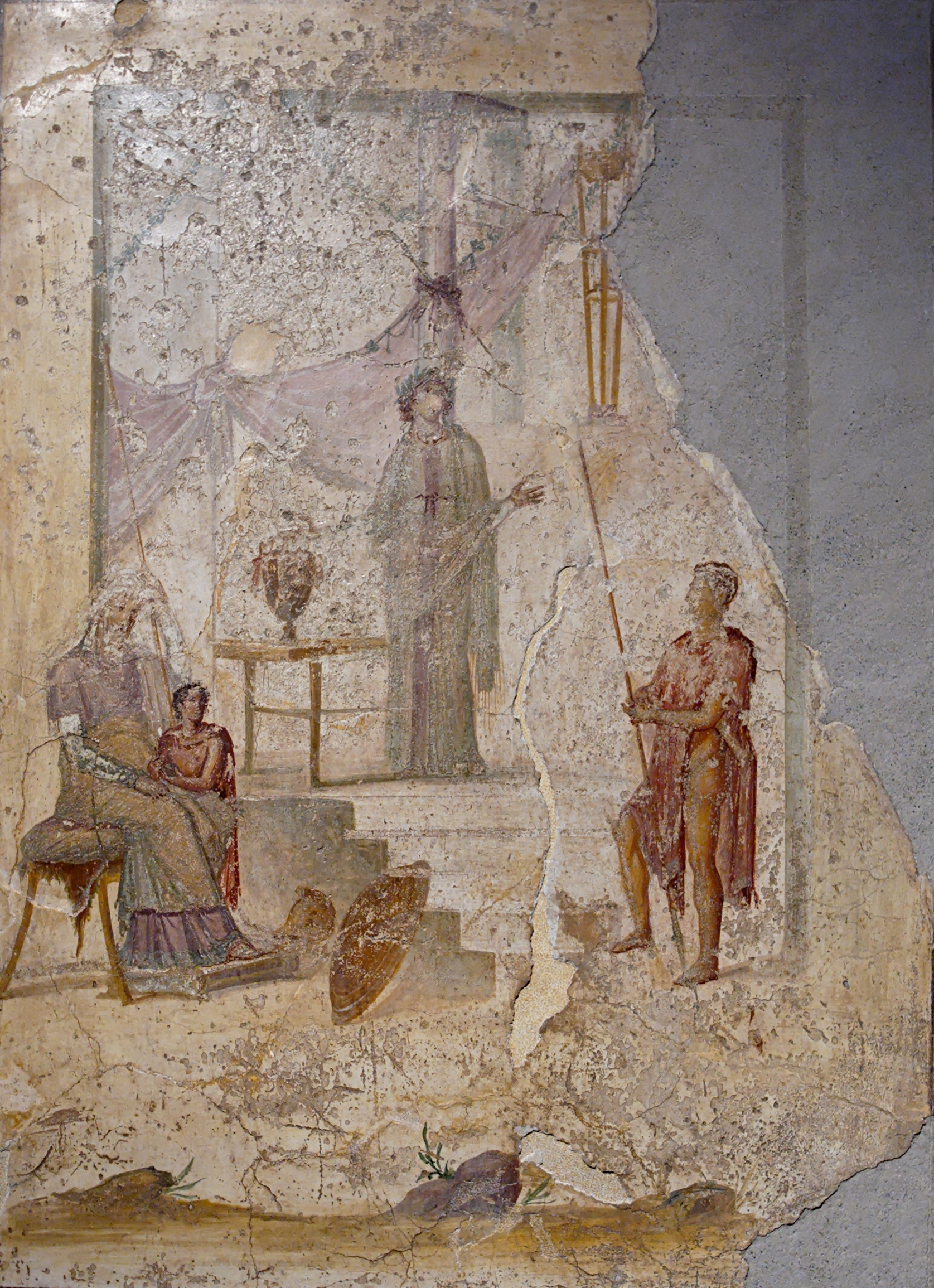
Кассандра (в центре), вытягивающая жребий правой рукой, предсказывает падение Трои перед Приамом (сидящим слева), Парисом (держащим яблоко раздора) и воином, опирающимся на копьё, предположительно Гектором. Фреска в Помпеях, 20-30 гг. н. э.

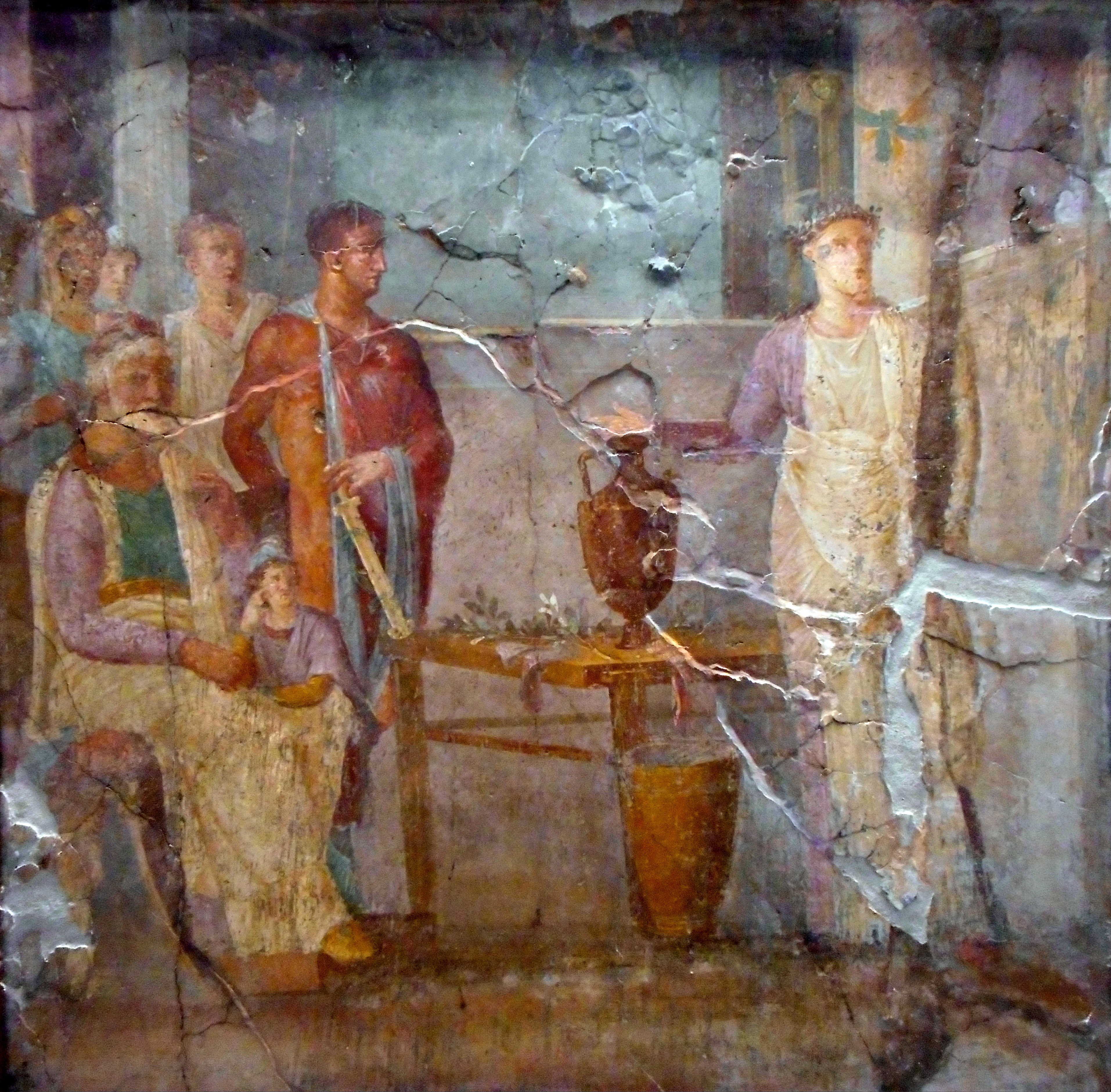
Фреска с предсказанием Кассандры, изображающая предположительно Гектора. Помпеи

### Кинематограф
- 1956 — «Елена Троянская»; роль Гектора исполнил Гарри Эндрюс.
- 1961 — «Троянская война».
- 1962 — «Гнев Ахила»; в роли Гектора — Жак Бержерак.
- 1965 — В сериале «Доктор Кто» Гектор появился в эпизоде «Создатели мифов» (The Myth Makers, 1965), де его сыграл Алан Хейвуд.
- 2003 — мини-сериал «Елена Троянская» Джона Кента Харрисона; роль Гектора исполнил Дэниел Лапейн.
- 2004 — в фильме «Троя» роль Гектора исполнил Эрик Бана.
- 2018 — мини-сериал «Падение Трои»; в роли Гектора — Том Уэстон-Джонс.
- 2025 — в серии 17 второго сезона "Крапополиса"

### В астрономии
В честь Гектора назван астероид (624) Гектор, открытый 10 февраля 1907 года немецким астрономом Августом Копффом в Гейдельбергской обсерватории